# Willie Brown (musicista)
Willie Brown (Clarksdale, 6 agosto 1900 – Tunica, 30 dicembre 1952) è stato un cantante e chitarrista statunitense.
Chitarrista nello stile delta blues, è noto più come accompagnatore che come solista (al fianco di Charley Patton, Robert Johnson e Son House), visto che esistono solo tre registrazioni sicuramente attribuibili a lui. Dopo la prima ondata di successo del blues, Willie Brown, come molti altri artisti del genere (tra cui anche lo stesso House, Lightnin' Hopkins e Mississippi John Hurt) scomparve di scena durante gli anni quaranta fino al revival del blues negli anni sessanta, che non vide mai, in quanto morì nel 1952.
Tra le sue canzoni più note: M & O Blues, Make Me a Pallet on the Floor, Future Blues.

## Film
- CrossRoads- Mississippi adventure di Walter Hill. Il musicista Blues è rappresentato dall'attore Joe Seneca